# Mahnmal gegen Kolonialismus (Hannover)

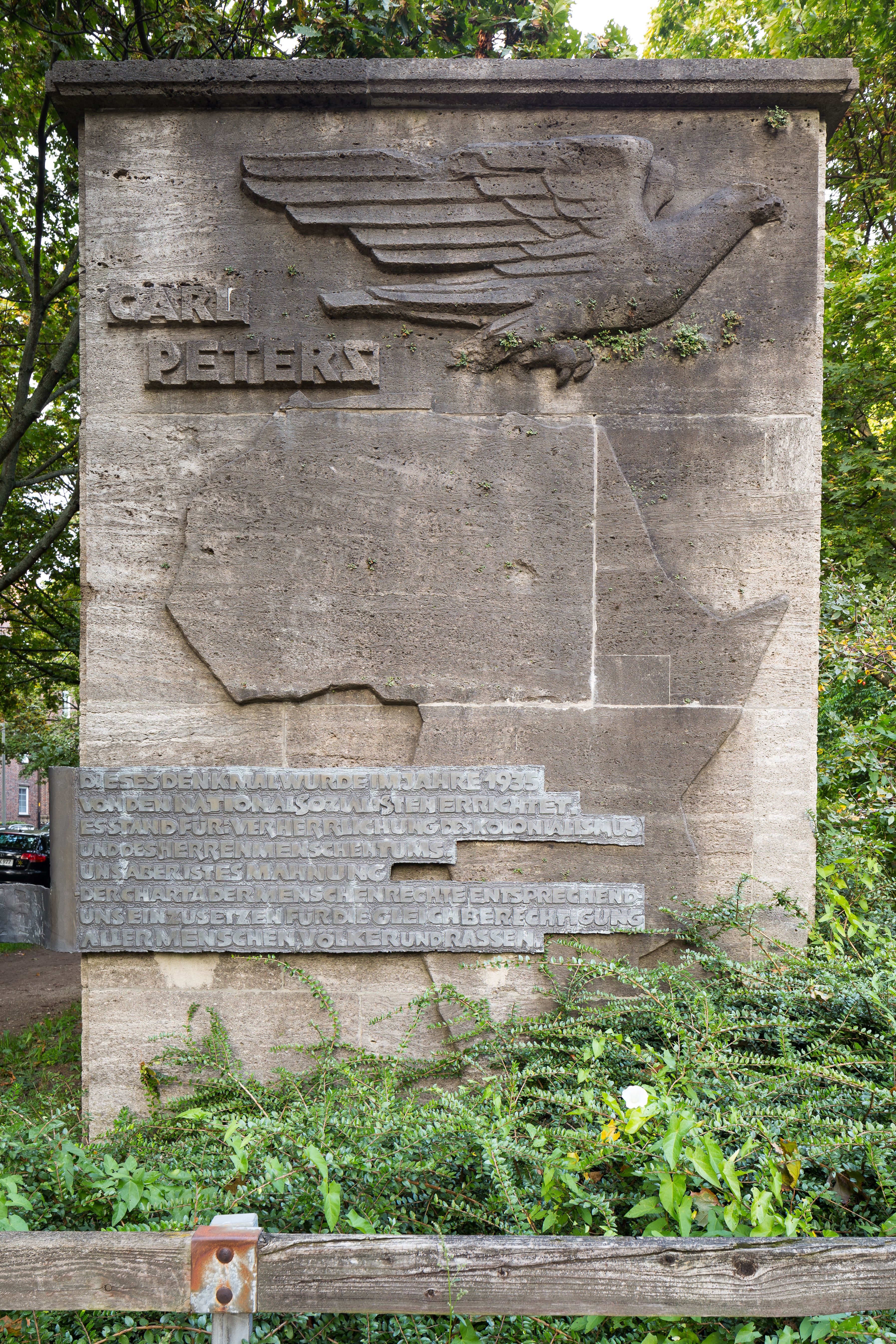
Das ehemals dem Kolonisten und Rassisten Karl Peters gewidmete, später mit der Mahntafel gegen Kolonialismus versehene Mahnmal am Bertha-von-Suttner-Platz, Hannover
September 2014

Der Karl-Peters-Gedenkstein, auch Karl-Peters-Denkmal und Mahntafel gegen Kolonialismus genannt, ist ein ursprünglich Mitte der 1930er Jahre errichtetes Denkmal zu Ehren von Carl Peters, das später zum Mahnmal gegen Kolonialismus umgestaltet wurde. Standort des auch als Baudenkmal und als Teil eines Ensembles erfassten Gedenksteins im öffentlichen Raum der Südstadt von Hannover ist die Grünfläche unter der ehemaligen Adresse Am Karl-Peters-Platz 1 D auf dem heutigen Bertha-von-Suttner-Platz.

## Geschichte und Beschreibung
Die Ehrungen für den „Herrenmenschen“ Carl Peters begannen in Hannover schon zwei Jahre vor dem Ableben des Kolonisators: Noch zur Zeit des Deutschen Kaiserreichs und mitten im Ersten Weltkrieg wurde der 1916 angelegte Karl-Peters-Platz nach dem „Hänge-Peters“ benannt. Während der Weimarer Republik wurde 1924 auch die den Platz umlaufende und zunächst nach dem Flurnamen benannte Haspelstraße unter dem sozialdemokratischen Oberbürgermeister Robert Leinert in den Straßennamen Am Karl-Peters-Platz umbenannt.
Nach der Machtergreifung durch die Nationalsozialisten im Jahr 1933 regten vor allem ehemalige Freunde des verstorbenen Carl Peters ein von der Stadt und dem Ortsverband des Reichskolonialbundes (RKB) zu errichtendes Denkmal zu Ehren Peters an. Die Kosten übernahm zum größten Teil die hannoversche Stadtverwaltung; einen kleineren Teil trug der RKB und die Deutsche Kolonialgesellschaft (DKG).
Für einen Entwurf des zu errichtenden Denkmals hatte sich im Juli 1934 ein Preisgericht gebildet aus den Preisrichtern Karl Elkart, Werner Hantelmann, Walter Schacht, Walter Stier und Ludwig Vierthaler. Aus den unter fünf hannoverschen Bildhauern ausgeschriebenen Wettbewerb wurde zunächst der Entwurf von Karl Ahlbrecht als der beste bezeichnet. Die dann vom 5. bis 18. Juli des Jahres in der Haupthalle des Neuen Rathauses ausgestellten Entwürfe sollten anschließend noch durch Modellversuchte auf dem Karl-Peters-Platz auf ihre Tauglichkeit geprüft werden.
Zur Ausführung kam schließlich das Modell des Bildhauers Ulfert Janssen, ein rechteckiger, Monolith-gleicher Block aus Muschelkalk mit dem Porträt des Geehrten sowie einem aus dem Stein gehauenen Afrika-Relief, über dem „der deutsche Reichsadler nach Beute Ausschau“ hält. Hinzu kamen die Inschriften

„Carl Peters“

und auf der seitlichen Schmalseite (zusammen mit einem Porträtrelief)

„Dem großen Niedersachsen Carl Peters, der Deutsch-Ostafrika für uns erwarb“

Am Tag der in der Stadt Hannover organisierten „Reichskolonialkundgebung“ weihten die Nationalsozialisten während der „Carl-Peters-Gedächtnisfeiern“ am 27. Oktober 1935 das Denkmal ein und hielten am selben Tag eine ganze Reihe weiterer kolonialpropagandistischer Veranstaltungen ab wie etwa einen Fackelzug. An der Einweihungsfeier nahmen unter anderem Vertreter der Reichs-, Staats-, Provinzial- und Stadtbehörden teil, aber auch Parteivertreter der NSDAP, Vertreter des RKB und der DKG sowie verschiedener Kolonialkriegerverbände, Vertreter der Wehrmacht, des Kyffhäuserbundes, der SA, der SS und der Polizei sowie der HJ. Zu den Rednern zählten der seinerzeitige hannoversche Oberbürgermeister Arthur Menge sowie Heinrich Schnee, der letzte Gouverneur von Deutsch-Ostafrika und Präsident des RKB. Beinahe unisono hoben sie in ihren Festansprachen hervor, dass „der Kolonialgedanke im deutschen Volke mehr denn je lebendig“ sei und forderten nachdrücklich die „Wiedereinsetzung Deutschlands in seine kolonialen Rechte“. Der Reichsstatthalter Franz Ritter von Epp, zugleich Präsident des Deutschen Kolonial-Kriegerbundes, stellte in seiner Schlussrede „Peters als Vorbild eines Mannes hin, der sein Leben (…) dafür eingesetzt habe, dem deutschen Volke einen größeren Lebensraum“ zu verschaffen.
Später wurden das Denkmal und das selbstbewusste Auftreten des Oberbürgermeisters Arthur Menge mit seinem „Gehrock und Zylinder inmitten martialisch gekleideter Parteigrößen“ zum Thema in der von dem Nürnberger Gauleiter Julius Streicher herausgegebenen antisemitischen Hetzschrift Der Stürmer. Nachdem ein hannoverscher Parteigenosse gemeldet hatte, dass an einigen der vom Reklameamt der Stadt angemieteten Litfaßsäulen Plakate des im Besitz einer jüdischen Familie befindlichen Seidenhauses Marx angebracht worden waren, antwortete die Redaktion:

„Wie ist es heute noch möglich, daß ein städtisches Amt für jüdische Geschäfte Reklame macht? In einer Stadt, in der es einen Oberbürgermeister gibt, der ein Karl-Peters-Denkmal mit dem Zylinder auf dem Kopf und dem offenen Regenschirm in der Hand einweiht, ist das möglich.“

Regelmäßig wurden in den Folgejahren koloniale Gedenkfeiern am Karl-Peters-Denkmal abgehalten, bis dieses Treiben im Jahr 1939 durch die gewaltsame Eroberung des „Lebensraumes im Osten“ mit dem Überfall auf Polen als Auslöser des Zweiten Weltkrieges endete.
Im Zuge der 68er-Bewegung begann Anfang der 1970er Jahre eine jahrzehntelang andauernde Auseinandersetzung mit der Person Carl Peters und dessen Ehrungen im öffentlichen Raum der niedersächsischen Landeshauptstadt. Mitte der 1980er Jahre erreichten diese Diskussionen der Friedensbewegung – insbesondere durch das Friedensforum Südstadt – schließlich auch die hannoversche Öffentlichkeit. Nachdem zunächst eine vollständige Beseitigung des Denkmals gefordert worden war, stellte die hannoversche SPD im September 1985 im Bezirksrat Südstadt-Bult einen Antrag auf Anbringung einer Mahntafel am Denkmal, den die seinerzeitige Mehrheit der CDU-Bezirksratsmitglieder jedoch ebenso ablehnten wie die Vertreter der FDP. Dennoch wurde zugleich auch die Forderung lauter nach der Umbenennung des Karl-Peters-Platzes und eine Neubenennung nach der Friedensnobelpreisträgerin Bertha von Suttner.

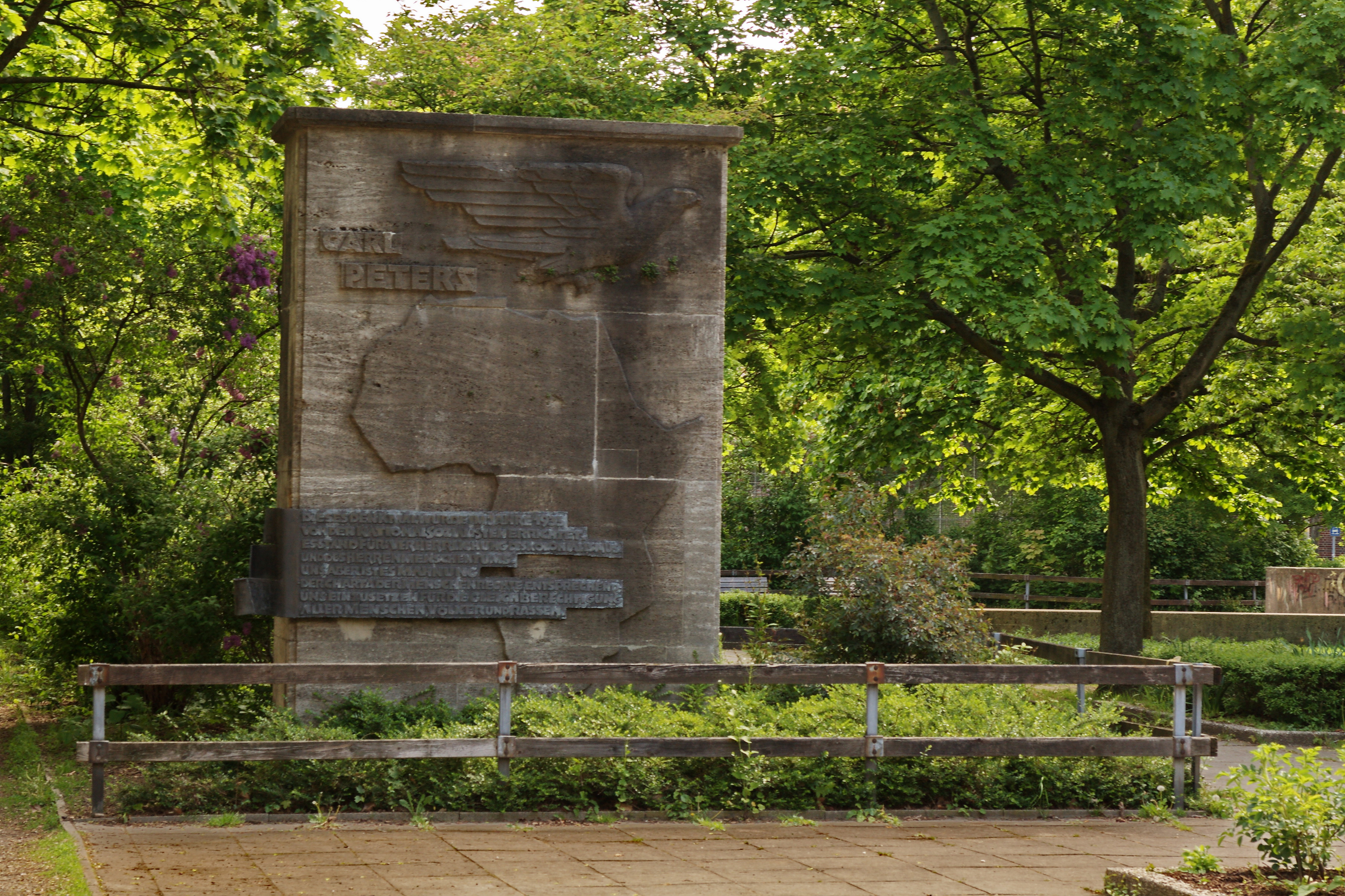
Das Mahnmal mit Holzeinfassung und gepflegten Pflanzen in der Grünfläche;
Foto von Mai 2010

Auf Beschluss des Verwaltungsausschusses der niedersächsischen Landeshauptstadt gestaltete der Bildhauer Joachim Schubotz schließlich eine Tafel, die den unteren Teil der Frontseite des Denkmals überdeckt und die folgende Inschrift aufnahm:

„Dieses Denkmal wurde im Jahr 1935 durch die Nationalsozialisten errichtet. Es stand für Verherrlichung des Kolonialismus und des Herrenmenschtums. Uns aber ist es Mahnung – der Charta der Menschenrechte entsprechend – uns einzusetzen für die Gleichberechtigung aller Menschen, Völker und Rassen.“

Bei der Enthüllung der „Mahntafel gegen den Kolonialismus“ am 30. Juni 1988 sprach sich Oberbürgermeister Herbert Schmalstieg gegen eine Umbenennung des Platzes aus, da „die Sichtweisen unserer Vorfahren, die zur Namensgebung des Platzes und zur Errichtung des Denkmals geführt hätten, nicht ungeschehen“ gemacht werden könnten: „Wir wollen aber diesen falschen Auffassungen aus unserer heutigen Sicht Auffassungen hinzufügen“, erläuterte der Oberbürgermeister.
Die Stadtverwaltung Hannover zeigte sich gegenüber der Argumentation des Friedensforums Südstadt „relativ aufgeschlossen“. Sie fürchtete, anderenfalls im Rahmen der Bewerbung um die Weltausstellung Expo 2000 sowie als Hausherrin der international wahrgenommenen Hannover Messe einen Schaden für das Renommee der Stadt verantworten zu müssen, falls sie sich gegenüber der Kritik verschlossen zeigen würde. Während der Debatten war vereinzelt angefragt worden, wie die Ehrung Carl Peters wohl auf Gäste beispielsweise aus Hannovers Partnerstadt Blantyre im zentralafrikanischen Staat Malawi wirken würde. Mit der Mehrheit der rot-grünen Koalition aus SPD und GAL (Grün-Alternative Liste) beschloss der Rat der Landeshauptstadt Hannover daher im Jahr 1989, „dass bei Strassenumbenennungen auf das Votum der Bürger verzichtet werden kann, wenn der/die Namensgeber/in an Verbrechen gegen die Menschlichkeit beteiligt war“. Dementsprechend begründete auch das hannoversche Verwaltungsgericht die Umbenennung des Platzes: „Die Namensgebung nach Carl Peters sei unvereinbar mit den demokratischen Grundwerten und gefährde das Ansehen der Stadt. […] Die Vorwürfe gegen Carl Peters wiegen schwerer als das Identifikationsverlangen der Anwohner.“

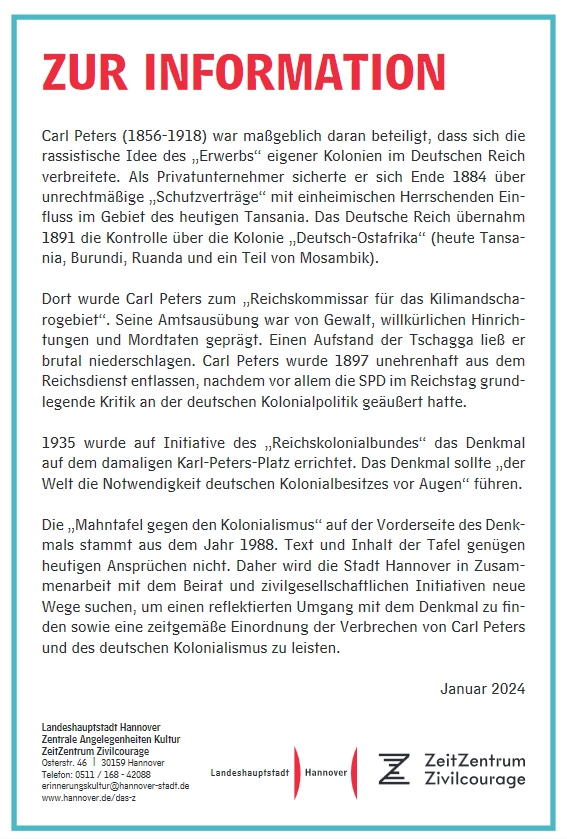
Neue Tafel;
Foto von Juni 2024

In der Folge der Einweihung des Mahnmals für die Einhaltung der Menschenrechte und harten juristischen Auseinandersetzungen um die Umbenennung des Karl-Peters-Platzes waren die Vorschriften für die Verwaltung geändert worden, so dass seitdem beispielsweise Straßen auch dann gegen den Willen der Bürger umbenannt werden können, wenn
1. der Namensgeber im Widerspruch zu aktuellen Wertvorstellungen steht und
2. diesem zugleich „schwerwiegende persönliche Handlungen (Verbrechen gegen die Menschlichkeit, Rassismus, Kriegsverbrechen u. a. m.) zugeschrieben werden“.[13]

Im Juni 2024 stellte die Stadtverwaltung eine Info-Tafel neben dem Denkmal auf, deren vorläufiger Charakter im letzten Satz zum Ausdruck kommt:

„(...) wird die Stadt Hannover in Zusammenarbeit mit dem Beirat und zivilgesellschaftlichen Initiativen neue Wege suchen, um einen reflektierten Umgang mit dem Denkmal zu finden sowie eine zeitgemäße Einordnung der Verbrechen von Carl Peters und des deutschen Kolonialismus zu leisten.“